# Xaliproden
Xaliproden (nome in codice SR57746) è un farmaco che agisce come un 5HT 1A agonista. Ha effetti in vitro neuroprotettivi e neurotrofici, ed è stato proposto per l'uso nel trattamento di diverse malattie neurodegenerative compresa sclerosi laterale amiotrofica (ALS) e la malattia di Alzheimer.
Lo sviluppo di xaliproden, in queste due indicazioni, è stato interrotto nel 2007, a seguito dell'analisi dei dati di fase III; mentre continua ad essere studiato per il trattamento della neuropatia periferica indotta dalla chemioterapia.